# Gisasa
Gisasa är ett periodiskt vattendrag i Burundi.   Det ligger i provinsen Ruyigi, i den centrala delen av landet, 120 kilometer öster om huvudstaden Bujumbura.
Omgivningarna runt Gisasa är en mosaik av jordbruksmark och naturlig växtlighet. Runt Gisasa är det ganska tätbefolkat, med 134 invånare per kvadratkilometer.